# Frankfurt (Schiff, 1869)
Die Frankfurt war der erste nach Frankfurt am Main benannte Passagierdampfer des Norddeutschen Lloyd. Sie wurde 1869 gebaut und stand bis 1894 im Liniendienst des Lloyd nach Nordamerika und später nach Südamerika.

## Geschichte
Die Frankfurt wurde mit der Baunummer 151 bei Caird & Co. Ltd. in Greenock auf Kiel gelegt und lief am 18. Juni 1869 vom Stapel. Das Schiff war ein eiserner Schraubendampfer mit Klipperbug, einem Schornstein und zwei Masten, die noch eine Hilfsbesegelung führen konnten. Die Dienstgeschwindigkeit betrug 10 Knoten. Zusammen mit ihrem Schwesterschiff Hannover war sie für den neuen Liniendienst des Norddeutschen Lloyd von Bremerhaven nach New Orleans bestimmt. Die beiden Schiffe erhielten die Namen von zwei ehemals selbständigen deutschen Staaten, die 1866 von Preußen annektiert worden waren.
Am 15. September 1869 trat die Frankfurt ihre Jungfernreise von Bremen über Le Havre und Havanna nach New Orleans an. Es war zugleich die erste Reise eines Lloyd-Dampfers nach New Orleans. 1870 fuhr die Frankfurt zum ersten Mal nach New York, wo sie während des Deutsch-Französischen Krieges 1870/71 auflag. Nach dem Friedensschluss nahm sie ihre regelmäßigen Reisen nach New Orleans wieder auf, wurde jedoch auch insgesamt sechs Mal im Dienst nach New York eingesetzt.
1880 ließ die Reederei die Dampfmaschine der Frankfurt in der Bauwerft auf das leistungsfähigere Verbundsystem umbauen. Am 10. August 1881 begann das Schiff seine erste Reise nach Südamerika. Nach einer letzten Reise 1882 von Bremen nach Baltimore setzte die Reederei das inzwischen für den Nordatlantikdienst zu veraltete Schiff nur noch im Dienst nach Südamerika ein. Ihre letzte Reise begann am 30. September 1893. Anschließend legte die Reederei die Frankfurt auf und gab sie 1894, zusammen mit der ebenfalls 1869 gebauten Ohio, bei der Werft Sir W. G. Armstrong, Mitchell & Co in Newcastle upon Tyne in Zahlung für den Neubau Mark. 1895 wurde die Frankfurt als Kohlenschiff nach La Spezia verkauft und dort im März 1896 abgewrackt.